# Jia Yifan
Jia Yifan (chiń. 贾一凡, ur. 29 czerwca 1997 w Tiencinie) – chińska badmintonistka występująca w grze podwójnej, mistrzyni i wicemistrzyni olimpijska, mistrzyni świata w 2017 roku, dwukrotna medalistka igrzysk azjatyckich, wielokrotna juniorska mistrzyni świata i Azji. Od 2014 roku występuje w parze z Chen Qingchen. Wcześniej grała z Huang Dongping.